# Мец-Гёкель, Сигрид
Сигрид Мец-Гёкель (нем. Sigrid Metz-Göckel; 18 августа 1940, Pietraszyn, Рацибужский повят — 11 февраля 2025) — немецкий социолог, политолог и социальный психолог, специализирующаяся на женских и гендерных исследованиях, а также на образовательных исследованиях и дидактике. Она почётный профессор Технического университета Дортмунда. В конце 1970-х годов Мец-Гёкель стала пионером женских исследований в Германии, которые в 1971 году стали признанным университетским курсом в Дортмунде.

## Ранняя жизнь и образование
Сигрид Мец-Гёкель родилась 18 августа 1940 года в Кляйн-Петервитце, Верхняя Силезия. Она дочь школьного учителя Франца-Йозефа Шнайдера и его жены Хелен, которая вырастила троих маленьких детей после того, как их отец, солдат, погиб во Второй мировой войне. После поступления в Софийскую школу в Ганновере Мец-Гёкель изучала экономику в Майнцском университете, а затем социологию во Франкфуртском университете имени Гёте, который окончила в 1966 году. В 1972 году она закончила докторантуру по социальной психологии и политологии в Гисенском университете, получив степень доктора философии. Защитила диссертацию на тему Hochschuldidaktik zwischen Theorie und Praxis (Университетская дидактика между теорией и практикой). После этого она работала научным сотрудником в Гисенском университете и во Франкфуртском Баттель-Институте. Мец-Гёкель продолжила свое образование, совершив исследовательские поездки в Ягеллонский университет в Кракове, колледж Уэллсли, штат Массачусетс, и в Калифорнийский университет в Беркли.

## Карьера
Ещё находясь в Гиссене, Мец-Гёкель начала интересоваться женщинами, посетив семинар, посвященный новому женскому движению в середине 1970-х годов. Когда она переехала в Дортмунд, она вступила в контакт с Frauenaktion Dortmund (Женское движение Дортмунда) и организовала успешный семинар вместе со студентками. Она основала ряд женских групп и начала присматриваться к женщинам-учёным.
В 1976 году она получила должность профессора в Техническом университете Дортмунда, где основала дидактический центр по женским и гендерным исследованиям, возглавляя его до 2005 года. В 1979 году она начала курс дальнейшего образования по Frauenstudien (женские исследования), сделав его официальным курсом университа в 1981 году и став научным руководителем.
В 1980-х годах вместе с социологом Урсулой Мюллер провела исследование мужчин под названием Der Mann. Eine repräsentative Untersuruchung über die Lebenssituation und das Frauenbild 20-bis 50-jähriger Männer (Мужчина: Репрезентативное исследование жизненной ситуации и образа женщины среди мужчин от 20 до 50 лет), посвященное эмансипации мужчин и их взглядам на женщин.
Умерла 11 февраля 2025 года в возрасте 84 лет после непродолжительной тяжёлой болезни.

## Награды
В 1998 году Мец-Гёкель была удостоена Креста ордена «За заслуги перед Федеративной Республикой Германия».